# Molenwaard
Molenwaard és un municipi de la província d'Holanda del Sud, al sud dels Països Baixos.
Es va crear l'1 de novembre de 2013 amb la fusió dels antics municipis de Nieuw-Lekkerland, Graafstroom i Liesveld.

## Centres de població
| - Bleskensgraaf - Brandwijk - De Donk - Gelkenes - Gijbeland - Goudriaan - Graafland - Groot-Ammers - Hofwegen - Kinderdijk - Kooiwijk | - Langerak - Liesveld - Molenaarsgraaf - Nieuw-Lekkerland - Nieuwpoort - Ottoland - Oud-Alblas - Streefkerk - Vuilendam - Waal - Wijngaarden |